# Notre Dame du Torrent

Notre Dame du Torrent nach dem Unglück von 1892.

Notre Dame du Torrent (Unsere Liebe Frau vom Sturzbach) ist eine im Jahre 1806 errichtete Kapelle in Fayet, dem Stadtteil der Ortschaft Saint-Gervais-les-Bains. 

## Beschreibung
Die Kapelle ist das einzige Überbleibsel des bei der Katastrophe von 1892 zerstörten Thermalbads, das sich am Boden der Bonnant-Schlucht bei Saint-Gervais-les-Bains befand. Die beschädigte Kapelle wurde rekonstruiert. Im Inneren von Notre-Dame-du-Torrent sind Reste der originalen Ausstattung mit dem Altarretabel erhalten. Die Heilige Messe wird heute in Notre Dame des Alpes, in der Nähe der 1991 neu errichteten Thermalbäder, gefeiert.